# Gustav Sandberg Magnusson
Lars Gustav Sandberg Magnusson (Stoccolma, 3 febbraio 1992) è un ex calciatore svedese, di ruolo centrocampista.

## Biografia
Gustav proviene da una famiglia di calciatori. Il padre Berndt Magnusson è stato recordman di presenze del Brommapojkarna (271 partite disputate tra il 1985 e il 1997 nel ruolo di portiere), poi superato proprio da Gustav, ma anche la madre Anna Sandberg ha giocato nella sezione femminile dello stesso club. Il nonno materno, Gösta Sandberg, ha vestito la maglia della nazionale svedese sia nel calcio, che nell'hockey su ghiaccio, che nel bandy. Il fratello minore, Anton Sandberg Magnusson, con il Brommapojkarna ha collezionato 7 presenze in Allsvenskan nel 2013.

## Carriera

### Club
Sin dall'età di 6 anni ha fatto parte delle giovanili del Brommapojkarna.
Il 18 luglio 2009 ha avuto modo di fare la prima apparizione in Allsvenskan, subentrando negli ultimi minuti della sconfitta per 3-1 in trasferta contro il Kalmar. Nel 2010 invece non ha collezionato presenze in prima squadra, ha disputato solo quattro partite con il Gröndals IK in terza serie.
Nell'aprile del 2011 ha giocato le prime tre partite stagionali del campionato di Superettan, poi nel corso dell'anno ha collezionato altre due presenze, giocando contemporaneamente anche in prestito al Valsta Syrianska.
Al termine della Superettan 2012 la formazione rossonera ha centrato il ritorno nella massima serie, Sandberg Magnusson ha contribuito con 18 presenze di cui 10 da titolare. L'anno seguente è partito dal primo minuto in più della metà delle occasioni, con la squadra che è riuscita ad ottenere la salvezza. Grazie al Fair Play ranking, il Brommapojkarna e Sandberg Magnusson hanno potuto esordire in campo europeo con la partecipazione all'Europa League 2014-2015, culminata con l'eliminazione al terzo preliminare ad opera del Torino.
Nel 2014 e nel 2015 il Brommapojkarna è stato protagonista di una doppia retrocessione, scendendo dalla prima alla terza serie nazionale nel giro di due anni. Nonostante ciò, il giocatore è rimasto in rosa e, a partire dall'estate del 2015, ha assunto il ruolo di capitano. Sotto la guida del tecnico Olof Mellberg, ha contribuito alle due promozioni consecutive che hanno riportato i rossoneri in Allsvenskan. Nei successivi anni, la squadra ha subito un'altra doppia retrocessione, seguita da due nuove promozioni consecutive.
Il 20 agosto 2022 ha disputato la sua 272ª partita ufficiale con la maglia del Brommapojkarna, diventando il giocatore con più presenze nella storia del club e superando il precedente record detenuto da suo padre, Berndt Magnusson.
Il 28 agosto 2024, a causa delle conseguenze di precedenti commozioni cerebrali che gli hanno impedito di scendere in campo nel corso della stagione, ha annunciato il ritiro dal calcio giocato. Ha concluso la sua carriera con un totale di 342 presenze ufficiali con la maglia rossonera.

### Nazionale
Nel 2011 ha giocato 2 partite nella nazionale svedese Under-19.

## Palmarès

### Club

#### Competizioni nazionali
- Superettan: 2

Brommapojkarna: 2017, 2022
- Division 1: 2

Brommapojkarna: 2016, 2021